# Charles Aubecq
Charles Aubecq (Corroy-le-Grand, 23 augustus 1926 – Waver, 22 februari 2015) was een Belgisch politicus voor de PRL en MR. Hij was onder meer minister en burgemeester.

## Levensloop
Aubecq was tussen 1956 en 1981 werkzaam als aannemer in bouwwerken. 
Voor de liberale PRL werd hij in oktober 1976 verkozen tot gemeenteraadslid van Waver. Van 1977 tot 1982 was hij er schepen van Openbare Werken en in 1983 werd hij burgemeester van de stad, die hij als een soort bedrijfsleider bestuurde. Aubecq bekleedde de functie 23 jaar en gaf na de gemeenteraadsverkiezingen van oktober 2006 de fakkel door aan Charles Michel. Hij bleef daarna nog tot in 2012, op zijn 86ste, gemeenteraadslid van Waver en was er ook voorzitter van het lokale agentschap voor werkgelegenheid. Daarnaast was Aubecq tot 2012 lid van de raad van bestuur en het directiecomité van de Intercommunale du Brabant-Wallon, die zich bekommerde om de streekontwikkeling van Waals-Brabant en waarvan hij van 1983 tot 2002 voorzitter was.
Hij werd ook actief in de nationale politiek. Van 1981 tot 1995 zetelde Aubecq in de Senaat als rechtstreeks gekozen senator voor het arrondissement Nijvel. Vanuit die functie zetelde hij in dezelfde periode automatisch in de Waalse Gewestraad en de Raad van de Franse Gemeenschap. Van 1982 tot 1985 was Aubecq ondervoorzitter van de Waalse Gewestraad, waarna hij van 1985 tot 1988 minister van Begroting, Financiën en Gesubsidieerde Werken was in de Waalse Regering onder leiding van Melchior Wathelet. Als minister viel hij op door de snelheid waarmee hij beslissingen nam. Na zijn ministerschap was Aubecq van 1988 tot 1995 voorzitter van de Waalse Gewestraad. 
Na de eerste rechtstreekse Waalse verkiezingen zetelde Aubecq van 1995 tot 1996 in het Waals Parlement en het Parlement van de Franse Gemeenschap. Hij zat als oudste lid in de jaren de openingszitting van het Waals Parlement voor en maakte daarna van 1995 tot 1996 als secretaris deel uit van het Bureau van de assemblee. In december 1996 nam Aubecq zoals vooraf aangekondigd ontslag als parlementslid om zich exclusief aan zijn functie als burgemeester te wijden.